# Filipp Alexandrowitsch Agalzow
Filipp Alexandrowitsch Agalzow (russisch Филипп Александрович Агальцов, Transliteration Filipp Aleksandrovič Agaltsov; * 8. Januarjul. / 20. Januar 1900greg. in Soldatskoje, Gouvernement Tula, Russisches Kaiserreich; † 29. Juni 1980 in Moskau) war ein sowjetischer Offizier der Luftstreitkräfte der Sowjetunion
und zuletzt Marschall der Flieger, der unter anderem zwischen 1947 und 1949 Befehlshaber der 16. Luftarmee und zuletzt zwischen 1962 und 1969 Oberkommandierender des Langstrecken-Luftfahrtkommandos war.

## Leben
Filipp Alexandrowitsch Agalzow stammte aus einer armen Bauernfamilie und arbeitete zwischen 1915 und 1919 im Obuchow-Werk in Sankt Petersburg, zu der Zeit eines der größten Unternehmen der russischen Rüstungsindustrie. 1919 wurde er Mitglied der Kommunistischen Partei der Sowjetunion (KPdSU) und trat zugleich in die Rote Armee ein, um am Russischen Bürgerkrieg sowie am Polnisch-Sowjetischen Krieg (1919 bis 1921) teilzunehmen. Er war 1925 Absolvent der Militärpolitischen Schule sowie 1932 der Militärpolitischen Lenin-Akademie. Er absolvierte 1934 eine Pilotenausbildung und wurde 1935 zum Regimentskommissar. Er nahm zwischen 1937 und 1938 als Freiwilliger am Spanischen Bürgerkrieg teil und wurde am 1. März 1939 Divisionskommissar.
Während des Zweiten Weltkrieges war Agalzow im Deutsch-Sowjetischen Krieg zwischen August 1940 und August 1941 Kommandeur des 50. Kurzstreckenbomber-Luftfahrtregiments sowie im Anschluss von August 1941 bis zum 17. März 1943 Kommandant der Fachschule für Militärluftfahrt in Tambow. Im weiteren Kriegsverlauf war er zwischen dem 17. März 1943 und dem 5. Februar 1944 Kommandeur der 292. Fliegerangriffsdivision und wurde in dieser Verwendung am 28. Mai 1943 zum Generalmajor der Flieger befördert. Er war weiterhin vom 5. Februar bis zum 18. November 1944 Kommandeur der 9. Gardefliegerangriffsdivision und daraufhin zwischen dem November 1944 und Dezember 1945 Kommandeur des I. Polnischen Gemischten Fliegerkorps.
Nach Kriegsende wurde Filipp Agolzow im Dezember 1945 Kommandeur des IV. Fliegerangriffskorps und verblieb in dieser Verwendung bis Februar 1947, wobei er am 1. März 1946 zum Generalleutnant der Flieger befördert wurde. Als Nachfolger von Generaloberst Sergei Ignatjewitsch Rudenko wurde er im Februar 1947 Befehlshaber der 16. Luftarmee und hatte diesen Posten bis Juni 1949 inne, woraufhin Generalmajor Wjatscheslaw Michailowitsch Sabalujew ihn ablöste. Anschließend war er zwischen Juni 1949 und April 1953 erst Erster stellvertretender Oberkommandierender der Luftstreitkräfte der Sowjetunion sowie daraufhin von April 1953 bis Mai 1956 stellvertretender Oberkommandierender der Luftstreitkräfte und erhielt am 8. August 1955 seine Beförderung zum Generaloberst. Er war daraufhin zwischen Mai 1956 und Februar 1958 Generalinspekteur der Luftstreitkräfte sowie von Februar 1958 bis April 1962 stellvertretender Oberkommandierender der Luftstreitkräfte mit der Zuständigkeit für Kampfausbildung.
Im Anschluss war Agolzow zwischen April 1962 und dem 20. Januar 1959 Oberkommandierender des Langstrecken-Luftfahrtkommandos und in dieser Funktion am 28. April 1962 zum Marschall der Flieger befördert. Am 25. März 1969 schied er aus dem aktiven Militärdienst aus, wurde aber bereits eineinhalb Jahre später am 21. Dezember 1970 wieder in den aktiven Dienst zurückberufen und war im Anschluss von Januar 1971 bis zu seinem Tode am 29. Juni 1980 Inspektionsrat der Gruppe der Generalinspekteure im Verteidigungsministerium der UdSSR. Für seine langjährigen Verdienste wurde er unter anderem am 21. Februar 1978 Held der Sowjetunion und erhielt vier Mal den Leninorden (22. Oktober 1937, 21. Februar 1945, 17. Juni 1961, 21. Februar 1978), fünf Mal den Rotbannerorden (22. August 1943, 14. September 1943, 3. November 1944, 15. November 1950, 22. Februar 1968), den Suworow-Orden Zweiter Klasse (27. Juni 1945), den Kutusoworden Zweiter Klasse (9. August 1945), den Orden des Vaterländischen Krieges Erster Klasse (21. August 1944), den Orden des Roten Sterns (2. März 1938) sowie den Orden „Für den Dienst am Vaterland in den Streitkräften der UdSSR“ Dritter Klasse (30. April 1975).